# Bear Creek (Kalifornia)
Bear Creek – jednostka osadnicza w Stanach Zjednoczonych, w stanie Kalifornia, w hrabstwie Merced.